# Cerkev sv. Štefana, Dokležovje
Cerkev svetega Štefana je v kraju Dokležovje in občini Beltinci. Spada v župnijo Dokležovje. 
Dokležovje je starejša naselbina. Vas je omenjena že 1322. leta, ko je spadala pod oblast dolnjelendavskih grofov Banffyjev. V starejših beltinskih matičnih knjigah in šematizmih (letopisih) sombotelske škofije se ta kraj imenuje Deklesin.

## Prvi sakralni objekti
V Dokležovju je omenjen prvi sakralni objekt vsaj leta 1660. Leta 1669 pa se omenja kapelica, zgrajena iz lesa z zvonikom, vendarle pa znotraj in zunaj ometana in pobeljena. Posvečena je bila sv. Janezu Krstniku. V njej sta bili še podobi sv. Štefana, ogrskega kralja in sv. Emerika, njegovega sina. Narasla reka Mura večkrat ogrožala tudi ta objekt zato so želeli zgradili cerkvico, ki bi kljubovala vsakršnim razmeram. Sedanjo cerkev, ki so jo posvetili sv. Štefanu, madžarskemu kralju, so zgradili v letih 1845 - 1846, saj so imeli do župnijske cerkve v Beltincih 5 kilometrov. Samostojna duhovnija in pozneje redna župnija pa je postalo Dokležovje skoraj sto let pozneje.

## Ustanovitev župnije
15. avgusta 1942. leta je izdal sombotelski škof Jozsef Grosz ustanovno listino za samostojno duhovnijo v Dokležovju. Cerkveni občini je bilo naročeno, naj čim prej sezida župnišče. Dve leti pozneje je Dokležovje že postalo samostojna župnija. Novo župnišče je leta 1944. blagoslovil dekan Ivan Jerič. Leta 1950 je bilo dograjeno še gospodarsko poslopje. Leta 1953 so cerkev znotraj in zunaj prebelili, cerkev in zvonik pa so na novo prekriti.
Leta 1972 so obnovili notranjščino cerkve in bogoslužni prostor v skladu z novimi liturgičnimi predpisi (daritveni oltar, obrnjen proti Ijudstvu,... in drugo). V cerkvi so položili nov tlak, namestili so nove klopi, prizidali zakristijo in kupili nove elektronske orgle. V naslednjih letih so lepo uredili kor in župnišče.
Župnija sv. Štefana vključuje samo eno vas - Dokležovje. Pouk verouka je v večji učilnici v župnišču, ki so ga v letih 1990 - 1991 temeljito obnovili, saj so med drugim dali nanj novo ostrešje, kritino, uredili centralno ogrevanje. V 1993. letu so na dokležovski cerkvi opravili zahtevna dela: ostrešje zvonika so prekrili z bakreno pločevino, streho na cerkveni ladji pa so prekrili (deloma s staro, deloma z novo) z opečno kritino.  

## Arhitektura
Cerkev iz leta 1844 je enoladijska s profiliranim zaključkom in zahodnim zvonikom. Fasado členijo lizene in lunete z maltastimi obrobami.
Cerkev stoji v vzhodnem delu vasi.